# 戴德金整環
在環論中，戴德金整環是戴德金為了彌補一般數域中算術基本定理的空缺而引入的概念。在戴德金整環中，任意理想可以唯一地分解成素理想之積。

## 定義
戴德金整環指的是有乘法單位元素 {\displaystyle 1}，並具備下述性質的交換諾特整環 {\displaystyle A}：
1. {\displaystyle A} 不是域。
2. {\displaystyle A} 的非零素理想皆為極大理想。
3. {\displaystyle A} 整閉。

前兩條可合併為：{\displaystyle A} 之克魯爾維度等於一。另一種表述方式如下：
1. {\displaystyle A} 對任意極大理想之局部化為離散賦值環。
2. {\displaystyle A} 的非零理想皆可逆。換言之：對任意理想 {\displaystyle 0\neq I\subset A}，存在 {\displaystyle A} 的分式環 {\displaystyle K(A)} 中的有限生成 {\displaystyle A}-子模 {\displaystyle J}，使得 {\displaystyle I\cdot J=A}。

## 例子
- 主理想環與域上的多項式環皆為戴德金整環。
- 交換代數的一條定理斷言：若 {\displaystyle A} 是戴德金整環，{\displaystyle K=K(A)} 為其分式域，{\displaystyle L/K} 是有限擴張，則 {\displaystyle A} 在 {\displaystyle L} 中的整閉包也是戴德金整環。
- {\displaystyle \mathbb {Z} } 是最基本的例子，再配合前述定理，可知數域中的代數整數環皆為戴德金整環。這是戴德金整環在代數數論中的主要應用，也是戴德金引介此概念的原始動機。

## 唯一分解性質
戴德金整環的分式理想定義為分式環 {\displaystyle K(A)} 中形如 {\displaystyle aI} 之 {\displaystyle A}-子模，其中 {\displaystyle a\in K(A)^{\times }} 而 {\displaystyle I} 是 {\displaystyle A} 中的理想。分式理想之間可以定義乘法 {\displaystyle aI\cdot bJ=abJ}，因而非零分式理想構成一個么半群，其單位元素為 {\displaystyle A}。戴德金整環的性質保證此結構是一個群，換言之，任何非零分式理想皆可逆。
若一理想 {\displaystyle I} 可由某元素 {\displaystyle a\in A} 生成，則稱之主理想；可採類似辦法定義主分式理想。
此外，戴德金整環中的分式理想有唯一分解性：任意分式理想 {\displaystyle I} 可唯一地表成
{\displaystyle I=\prod _{\mathfrak {p}}{\mathfrak {p}}^{r_{\mathfrak {p}}}}
其中 {\displaystyle {\mathfrak {p}}} 過有限個 {\displaystyle A} 的素理想，{\displaystyle r_{\mathfrak {p}}\in \mathbb {Z} }。{\displaystyle I} 是理想若且唯若 {\displaystyle \forall {\mathfrak {p}}\;r_{\mathfrak {p}}\geq 0}。

## 類群
在一般的數域 {\displaystyle K} 上，代數整數未必能唯一地表成素數的乘積，但可唯一表成素理想的乘積。在所有理想中，僅有主理想對應到「真正」的代數整數。此時重要的不變量是理想類群與類數，它們量度了理想與主理想的差距：
{\displaystyle \mathrm {Cl} _{K}:=} (分式理想)/(主分式理想)
{\displaystyle h_{K}:=|\mathrm {Cl} _{K}|}
可證明理想類群總是有限交換群。

## 文獻
- Bourbaki, Nicolas (1972), Commutative Algebra, Addison-Wesley